# Lupita Nyong'o
Lupita Amondi Nyong'o (Cidade do México, 1 de março de 1983) é uma atriz quênio-mexicana. Foi a primeira atriz queniana e a primeira atriz mexicana a ganhar um Óscar, na categoria de Melhor Atriz Coadjuvante, pelo filme 12 Years a Slave, além da primeira a ganhar o SAG Award de Melhor Atriz Coadjuvante, e indicada ao Tony de Melhor Atriz em 2015 pelo seu  desempenho na peça teatral Eclipsed.
Nyong'o começou sua carreira em Hollywood como assistente de produção. Em 2008, ela estreou como atriz com o curta East River e, posteriormente, retornou ao Quênia para estrelar a série de televisão Shuga (2009–2012). Também em 2009, ela escreveu, produziu e dirigiu o documentário In My Genes. Ela então fez um mestrado em atuação na Escola de Drama de Yale. Logo após sua formatura, ela teve seu primeiro papel como Patsey no drama histórico de Steve McQueen, 12 Years a Slave (2013), pelo qual recebeu elogios da crítica e ganhou vários prêmios, incluindo o Oscar de Melhor Atriz Coadjuvante.
Nyong'o estreou na Broadway como adolescente órfã na peça Eclipsed (2015), pela qual foi indicada ao Tony Award de Melhor Atriz em uma peça. Ela passou a desempenhar um papel de captura de movimento como Maz Kanata na trilogia de sequelas de Guerra nas Estrelas (2015–2019) e um papel de voz como Raksha em The Jungle Book (2016). A carreira de Nyong'o progrediu com seu papel como Nakia no filme de super-herói Pantera Negra (2018) e seu papel principal no filme de terror Us (2019).
Além de atuar, Nyong'o apoia a preservação histórica. Ela fala sobre prevenir o assédio sexual e trabalhar pelos direitos das mulheres e dos animais. Em 2014, ela foi nomeada a mulher mais bonita pela People. Nyong'o também escreveu um livro infantil chamado Sulwe (2019), que se tornou o best-seller número um do New York Times.

## Início da vida
Lupita Nyong'o nasceu na Cidade do México em 1 de março de 1983. É filha de Dorothy e Peter Anyang 'Nyong'o, um professor universitário que se tornou político no Quénia. O nome Lupita é uma carinhosa referência à padroeira do México, Nossa Senhora de Guadalupe.
Atualmente, Lupita Nyong'o reside em Brooklyn, Nova Iorque. É fluente em espanhol, inglês, luo e suaíli.
Nyong'o se identifica como queniana-mexicana e tem dupla cidadania, queniana e mexicana. Ela é descendente de Luo nos dois lados de sua família e é a segunda de seis filhos. É uma tradição do povo Luo nomear uma criança após os eventos do dia, então seus pais deram a ela um nome em espanhol, Lupita (um diminutivo de Guadalupe). Seu pai é um ex-ministro de serviços médicos do governo queniano. Na época de seu nascimento, ele era professor visitante de ciência política no El Colegio de México, na Cidade do México. Mais tarde, ele se tornou um político sênior no Quênia.
A família retornou ao Quênia, sua terra natal, quando Nyong'o tinha menos de um ano, pois seu pai foi nomeado professor na Universidade de Nairóbi. Ela cresceu principalmente em Nairóbi e descreve sua educação como "classe média, suburbana". Quando ela tinha 16 anos, seus pais a enviaram para o México por sete meses para aprender espanhol. Durante esses sete meses, Nyong'o viveu em Taxco, Guerrero, e teve aulas no Centro de Aprendizagem para Estrangeiros da Universidade Nacional Autônoma do México.
Nyong'o cresceu em uma família artística, onde os encontros geralmente incluíam performances das crianças e viagens para ver peças de teatro. Ela frequentou a Escola Internacional Rusinga no Quênia e atuou em peças escolares.
Aos 14 anos, Nyong'o fez sua estreia profissional como Julieta em Romeu e Julieta em uma produção da empresa de repertório baseada em Nairóbi, Phoenix Players. Enquanto membro do Phoenix Players, Nyong'o também se apresentou nas peças On The Razzle e There Goes The Bride. Nyong'o cita as performances das atrizes americanas Whoopi Goldberg e Oprah Winfrey em The Color Purple, inspirando-a a seguir uma carreira profissional de atriz.
Mais tarde, Nyong'o freqüentou a St. Mary's School em Nairóbi, onde recebeu um Diploma IB em 2001. Ela foi para os Estados Unidos para a faculdade, graduando-se na Hampshire College com um diploma em estudos de cinema e teatro.
Em 27 de fevereiro de 2014, no Essence Mulheres Negras no almoço de Hollywood, em Beverly Hills, ela fez um discurso sobre a beleza das mulheres negras e falou sobre as inseguranças que tinha quando era adolescente. Ela disse que seus pontos de vista mudaram quando ela viu a supermodelo sul-sudanesa Alek Wek se tornar um sucesso. A mãe de Nyong'o é diretora da Fundação do Câncer África e a sua própria companhia de comunicação. Tem dois irmãos chamados Tavia Nyong'o e Isis Nyong'o.

## Carreira

### Trabalho inicial (2005–2012)

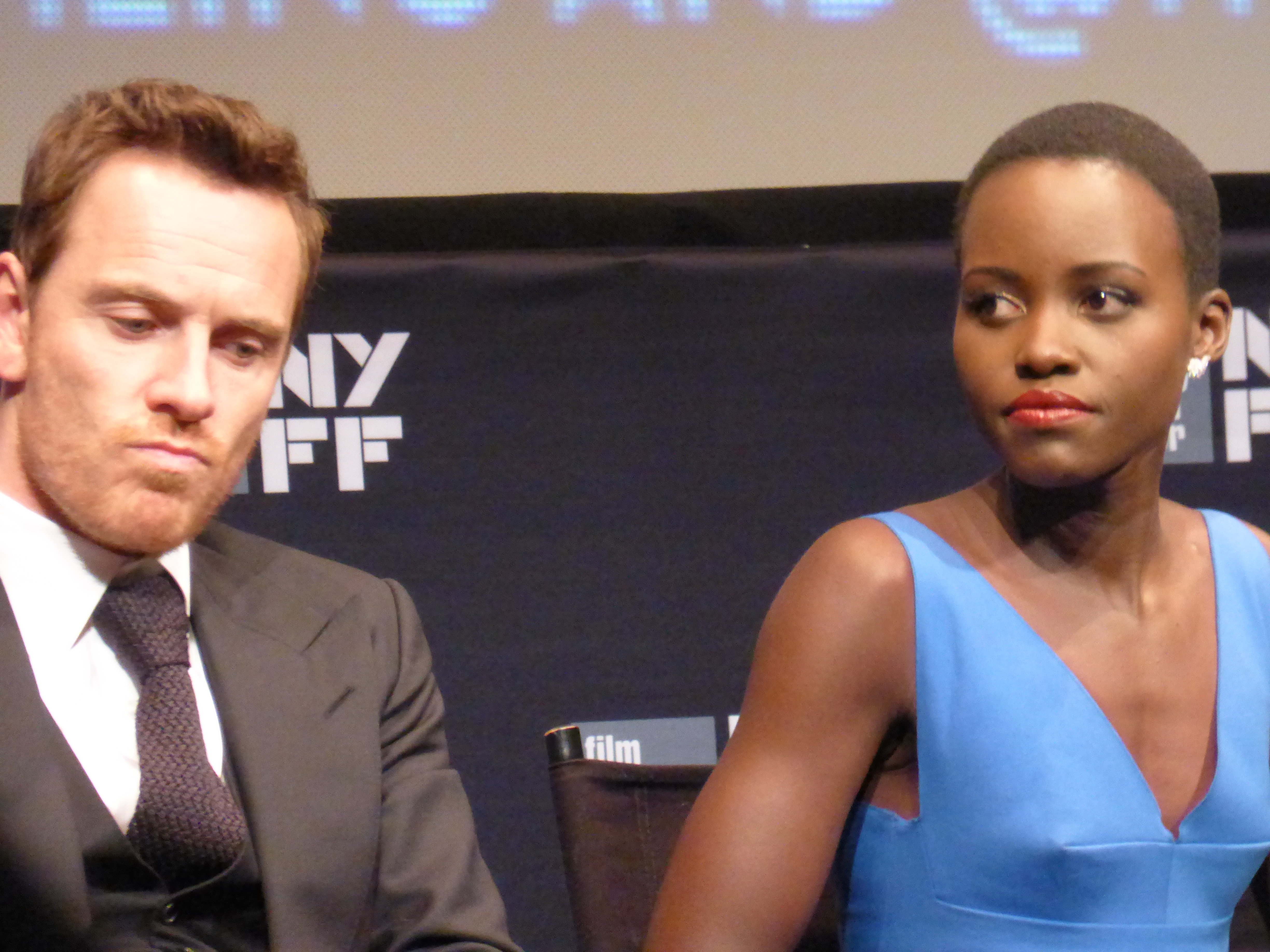
Lupita Nyong'o e Michael Fassbender.

Ela começou sua carreira no cinema trabalhando como parte da equipe de produção de diversos filmes, incluindo The Constant Gardener, de Fernando Meirelles, com Ralph Fiennes, The Namesake de Mira Nair,e  Onde Deus deixou os seus sapatos de Salvatore Stabile. Ela cita Fiennes como outra pessoa que inspirou a seguir a carreira de atriz profissional.
Ela estrelou o curta-metragem 2008 East River, dirigido por Marc Grey e filmado no Brooklyn. Ela retornou ao Quênia em 2008 e estrelou a série de televisão queniano Shuga, um drama da MTV Base África/UNICEF sobre HIV/AIDS prevenção. Em 2009, ela escreveu, dirigiu e produziu o documentário In My Genes. Com direção de Lupita, ele mostra o cotidiano de oito quenianos albinos e a luta deles contra o preconceito. Ele foi exibido em vários festivais de cinema e ganhou o primeiro prêmio no Five Colégio Film Festival 2008. Nyong'o também dirigiu o vídeo da música The Little you do por Wahu, caracterizando Wine Bobi, que foi indicado para o prêmio de Melhor Vídeo nos MTV Africa Music Awards 2009.
Matriculou-se no programa de mestrado em atuação na Yale School of Drama. Em Yale, ela apareceu em várias produções teatrais, incluindo Gertrude Stein's Doctor Faustus Acende as luzes, Chekhov's Uncle Vanya, e William Shakespeare's A Megera Domada e Conto do Inverno. Enquanto na Universidade de Yale, ela ganhou o Prêmio Williams Herschel para "estudantes que atuam com notável capacidade", durante o ano letivo de 2011-2012, e graduou-se.
No ano seguinte Nyong'o conseguiu seu primeiro papel de destaque, quando ela foi escalada para o drama histórico de Steve McQueen, 12 Years a Slave (2013). O filme, que recebeu ampla aclamação da crítica, conta o relato histórico de Solomon Northup (interpretado por Chiwetel Ejiofor), um homem afro-americano nascido livre do interior de Nova York, que é sequestrado e vendido como escravo em Washington, DC, em 1841.

### Ascensão no cinema e palco (2013–2015)

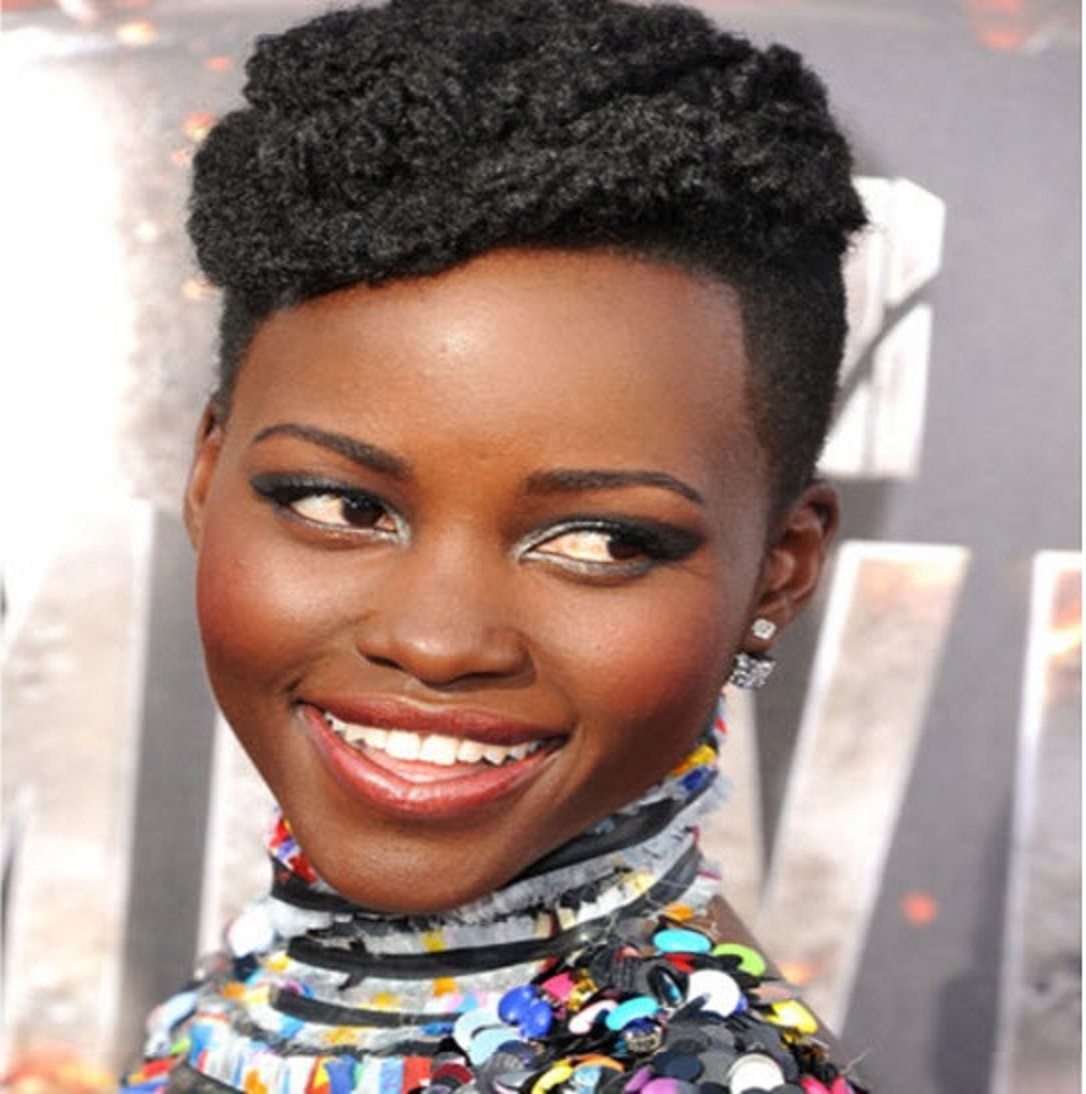
Lupita Nyongo em 2016.

Imediatamente depois de se formar em Yale, Nyong'o conseguiu seu papel inovador quando foi escalada para o drama histórico de Steve McQueen, 12 Years a Slave (2013). O filme, que recebeu muitos elogios da crítica, é baseado na vida de Salomon Northup (interpretado por Chiwetel Ejiofor), um homem afro-americano de origem livre do interior de Nova York que é sequestrado e vendido como escravo. em Washington, DC, em 1841. Nyong'o desempenhou o papel de Patsey, uma escrava que trabalha ao lado de Northup em uma plantação de algodão na Louisiana; seu desempenho foi recebido com ótimas críticas. Ian Freer de Empire escreveu que ela "dá uma das estreias mais comprometidas nas telonas que se possa imaginar", e o crítico Peter Travers acrescentou que "é uma jovem atriz espetacular que impregna Patsey com coragem e graça radiante".
Nyong'o foi indicada a vários prêmios por 12 anos por escravo, incluindo o Globo de Ouro de melhor atriz coadjuvante, o BAFTA de melhor atriz coadjuvante e dois prêmios Screen Actors Guild, incluindo a de melhor atriz coadjuvante, que ela ganhou. Ela também recebeu o Oscar de Melhor Atriz Coadjuvante, tornando-se a sexta atriz negra a ganhar o prêmio. Ela é a primeira atriz africana a ganhar o prêmio, a primeira atriz queniana a ganhar um Oscar e a primeira mexicana a ganhar o prêmio. Ela foi a 15ª atriz a ganhar um Oscar por uma performance de estreia em um longa-metragem.
Após um papel coadjuvante no thriller de ação Non-Stop (2014), Nyong'o co-estrelou Star Wars: The Force Awakens (2015) como o pirata espacial sensível à força Maz Kanata, um personagem CGI criado usando o movimento tecnologia de captura. Nyong'o disse que queria desempenhar um papel em que sua aparência não era relevante. A atuação proporcionou um desafio diferente de seu papel como Patsey. Scott Mendelson, da Forbes, caracterizou o papel de Nyong'o como "o centro da melhor sequência do filme" e Stephanie Zacharek, da Time a chamou de "personagem menor encantadora". Nyong'o foi nomeada para Melhor Atriz Coadjuvante no 42º Saturn Awards e Melhor Performance Virtual no MTV Movie Awards 2016 por seu papel.
Em 2015, Nyong'o voltou ao palco com um papel de protagonista como uma garota sem nome na peça Eclipsed, escrita por Danai Gurira. A peça acontece durante o caos da Segunda Guerra Civil da Libéria, onde as esposas em cativeiro de um oficial rebelde se unem para formar uma comunidade, até que o equilíbrio de suas vidas seja perturbado pela chegada de uma nova garota (interpretada por Nyong'o). Eclipsed se tornou a nova produção mais vendida do The Public Theatre na história recente e ganhou Nyong'o um Obie Award de Melhor Performance. A peça estreou na Broadway no John Golden Theatre no ano seguinte. Foi a primeira peça a estrear na Broadway com um elenco e equipe criativos totalmente pretos e femininos. Nyong'o disse que subestudou a peça em Yale em 2009 e estava com medo de interpretar a personagem no palco. Sua performance foi aclamada pela crítica. Charles Isherwood do The New York Times chamou Nyong'o 'um dos mais radiantes jovens atores para ser visto na Broadway em temporadas recentes, brilha com uma compaixão que nos faz ver além do sofrimento à humanidade indomável de seus personagens.'. O desempenho de Nyong'o em Eclipsed rendeu-lhe um Prêmio Mundial de Teatro por Melhor Performance de Estreia na Broadway ou Fora da Broadway e uma indicação ao Tony Award de Melhor Atriz em uma peça. Além disso, ela foi indicada para Melhor Atriz em uma peça no Outer Critics Circle Award e em Distinguished Performance Award no Drama League Award. Nyong'o disse que recusou os filmes de Hollywood para o papel.

### Black PanthereUs(2016 – 2020)

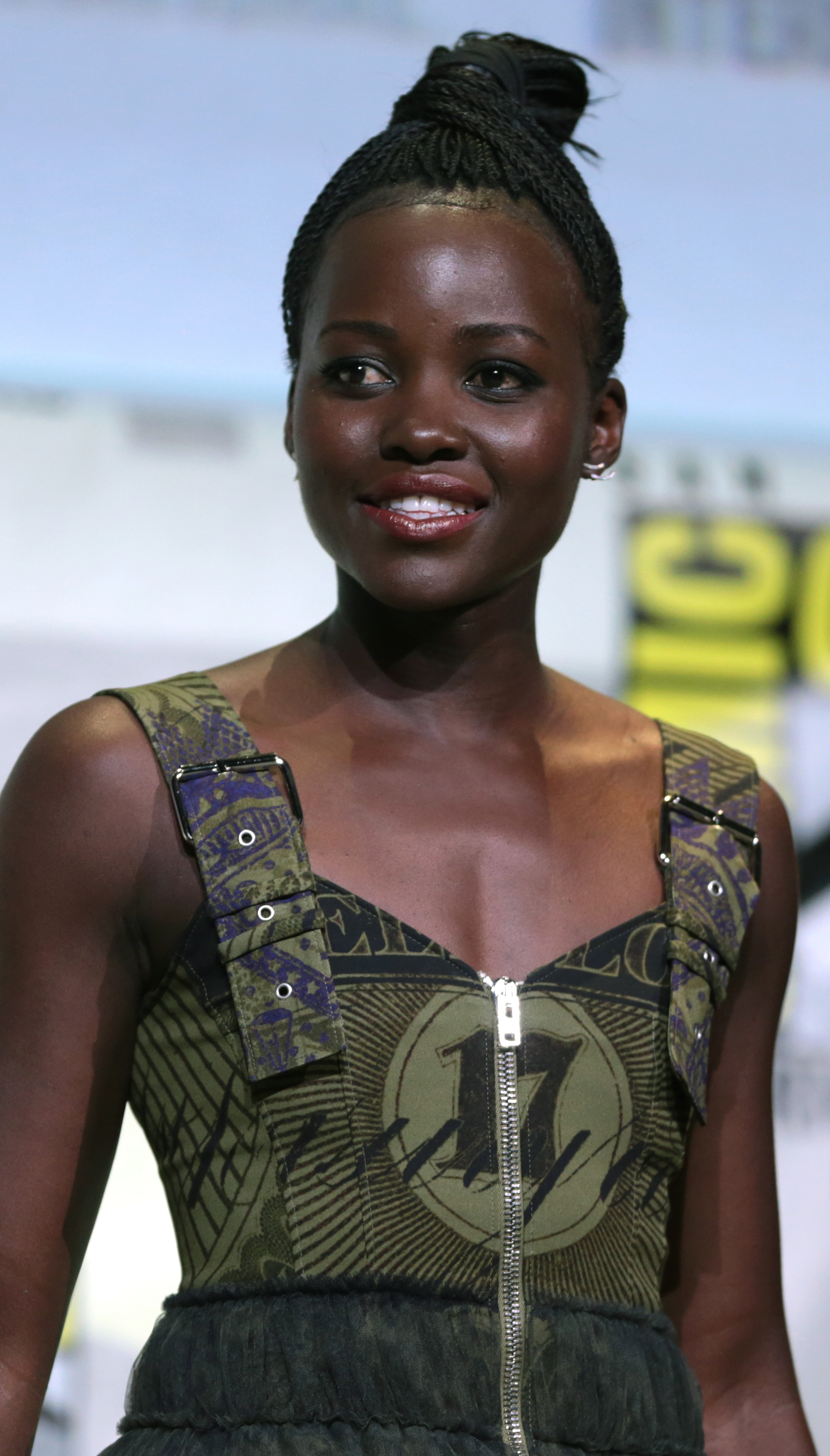
Lupita Nyong'o na San Diego Comic-Con de 2016.

Nyong'o co-estrelou em O Livro da Selva (2016) de Jon Favreau, uma adaptação live-action de seu original 1967 animada, expressando Raksha, um lobo mãe que adota Mowgli (interpretado por Neel Sethi). Robbie Collin, do The Daily Telegraph, escreveu em sua crítica que Nyong'o trouxe uma "dignidade gentil" ao seu papel. Mais tarde, ela co-estrelou a Queen of Katwe (bra:Rainha de Katwe) de Mira Nair (2016), uma cinebiografia baseada na história verdadeira sobre a ascensão de um jovem prodígio de xadrez de Uganda, Phiona Mutesi (interpretada por Madina Nalwanga), que torna-se um Mestre candidata após suas performances nas Olimpíadas de xadrez do mundo. Nyong'o interpretou a mãe protetora de Phiona, Nakku Harriet. Brian Tallerico, do RogerEbert.com, disse: "Nyong'o é fenomenal. Ela tem uma capacidade incrível de transmitir histórias de fundo". Geoff Berkshire, da Variety, chamou a performance de Nyong'o "Simplesmente radiante em seu primeiro papel de ação ao vivo desde que ganhou um Oscar por 12 Years a Slave (bra:12 anos de Escravidão), [...] ela impregna o que poderia ter sido uma figura mãe comum com tanto fogo interior que Harriet se sente digna de um filme por si só.".
Nyong'o reprisou seu papel como Maz Kanata em Star Wars: The Last Jedi (2017) de Rian Johnson, bem como na série animada Star Wars Forças do Destino. No ano seguinte, ela estrelou como a espiã Nakia, ex-membro de Dora Milaje, uma equipe de mulheres que servem como forças especiais de Wakanda e guarda-costas pessoais de T'Challa/Pantera Negra (Chadwick Boseman), em filme de super-herói Balck Panther (bra:Pantera Negra) (2018) de Ryan Coogler, que marcou o décimo oitavo filme no Universo Cinematográfico da Marvel. Em preparação para o papel, Nyong'o aprendeu a falar xhosa e realizou judô, jujitsu, silat e treinamento de artes marciais filipinas. David Betancourt, do Washington Post, escreveu que o filme "leva o cinema de super-heróis aonde nunca foi antes por não ter medo de abraçar sua negritude"; ele elogiou particularmente o retrato de Nyong'o de sua personagem por evitar representações estereotipadas de uma protagonista negra, escrevendo que ela "dá socos, dispara armas e rouba corações em um papel pelo qual parece ter nascido". Black Panther faturou mais de US $ 1,34 bilhão para emergir como o décimo primeiro filme com maior bilheteria de todos os tempos. Nyong'o recebeu o Saturn Award de indicação de Melhor Atriz pelo filme.

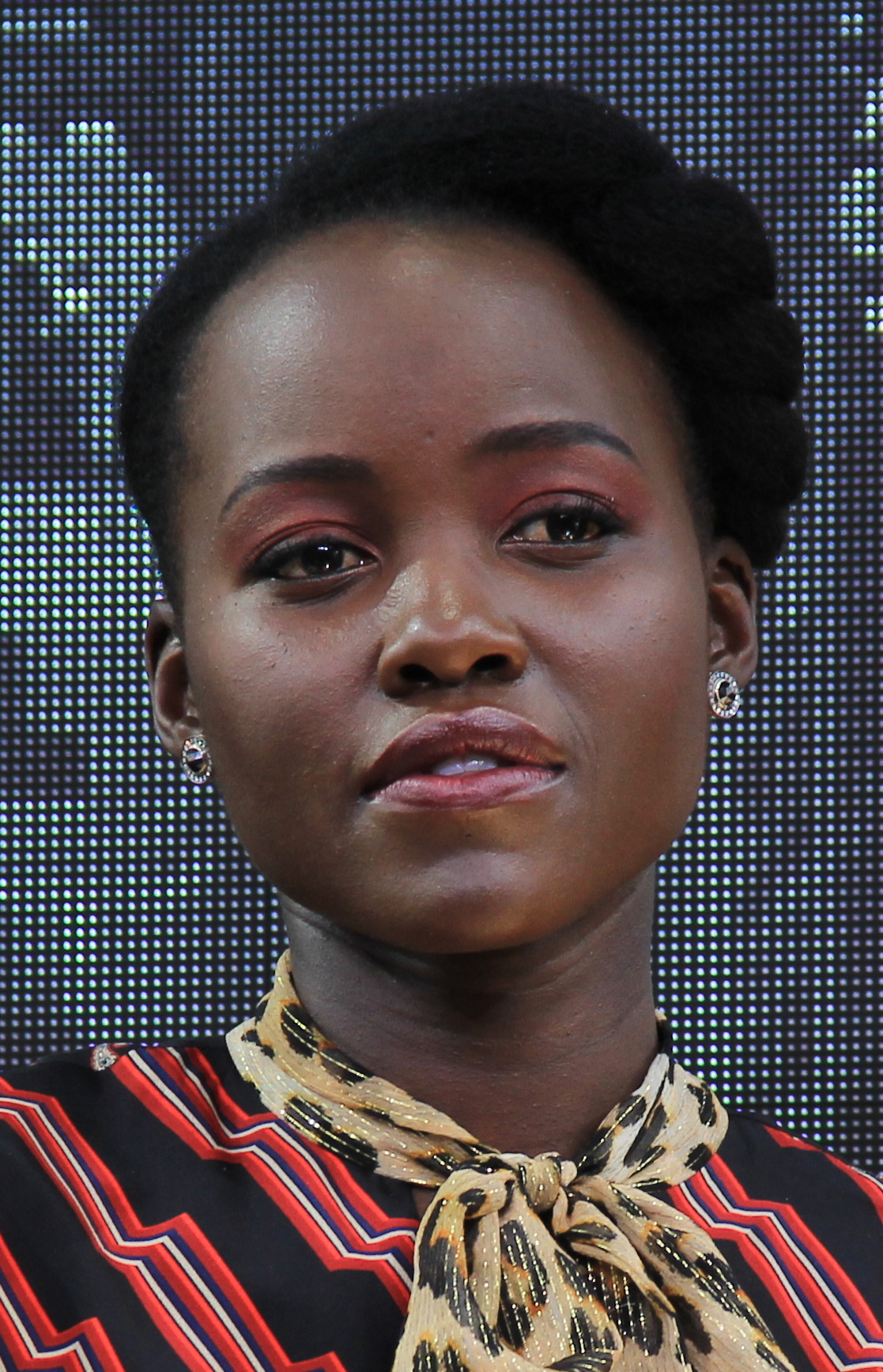
Lupita no South by Southwest em 2019

Após o sucesso de Black Panther, Nyong'o estrelou como professora de jardim de infância lidando com um apocalipse zumbi no filme de humor negro Little Monsters (2019). Amy Nicholson, da Variety, não gostou do filme, mas escreveu que o "humor e graça inexpressivos de Nyong'o enobrece a palhaçada". O 2019 South by Southwest marcou a estreia de seu próximo lançamento, o filme de terror psicológico de Jordan Peele, Us (bra/prt: Nós). Conta a história de uma família que é confrontada por suas sombras. Emily Yoshida, de New York rotulou seu duplo papel de "surpreendente" e considerou seu retrato da sombra", uma conquista em outro nível; um desempenho físico, vocal e emocional tão cirúrgico em sua estranheza que quase parece que não poderia ser o trabalho de um humano de carne e osso.". Us faturou mais de US $ 252 milhões contra um orçamento de US $ 20 milhões. No Universal Studios Hollywood, Nyong'o participou de um labirinto inspirado no filme e apareceu dentro da atração vestido como seu personagem Vermelho.
Também em 2019, Nyong'o narrou a série de drama Discovery Channel Serengeti, sobre a vida selvagem no ecossistema Serengeti. Ela apresentou o documentário do canal 4 Warrior Women com Lupita Nyong'o, no qual empreendeu uma viagem pelo Benin, na África Ocidental, em busca das amazonas Daomé. Nyong'o reprisou seu papel como Maz Kanata pela terceira vez em Star Wars: The Rise of Skywalker, que marcou a parte final da trilogia de sequências de Star Wars.

### 2021–presente: Próximos projetos
Nyong'o estrelou o suspense de espionagem de Simon Kinberg, The 355 (bra: As Agentes 355) (2022), ao lado de Jessica Chastain, Penélope Cruz, Fan Bingbing e Diane Kruger. Ela está desenvolvendo uma série de televisão baseada em um romance de Chimamanda Ngozi Adichie, Americanah, que ela irá produzir e estrelar. Ela irá produzir e estrelar Born a Crime, uma adaptação cinematográfica do livro de memórias de mesmo nome de Trevor Noah, no qual ela interpretará a mãe de Noah, Patricia. Ela também estrelará ao lado de Viola Davis em The Woman King, um drama baseado nas Amazonas de Dahomey. Além disso, ela narrará o programa espacial do Planetário Hayden, Worlds Beyond Earth.
Em 2024, Lupita desempenhou o papel principal no filme de terror prequela A Quiet Place: Day One. Ela também assumiu um papel de voz no filme de animação The Wild Robot , onde dublou a personagem titular ROZ.

## Vida pessoal

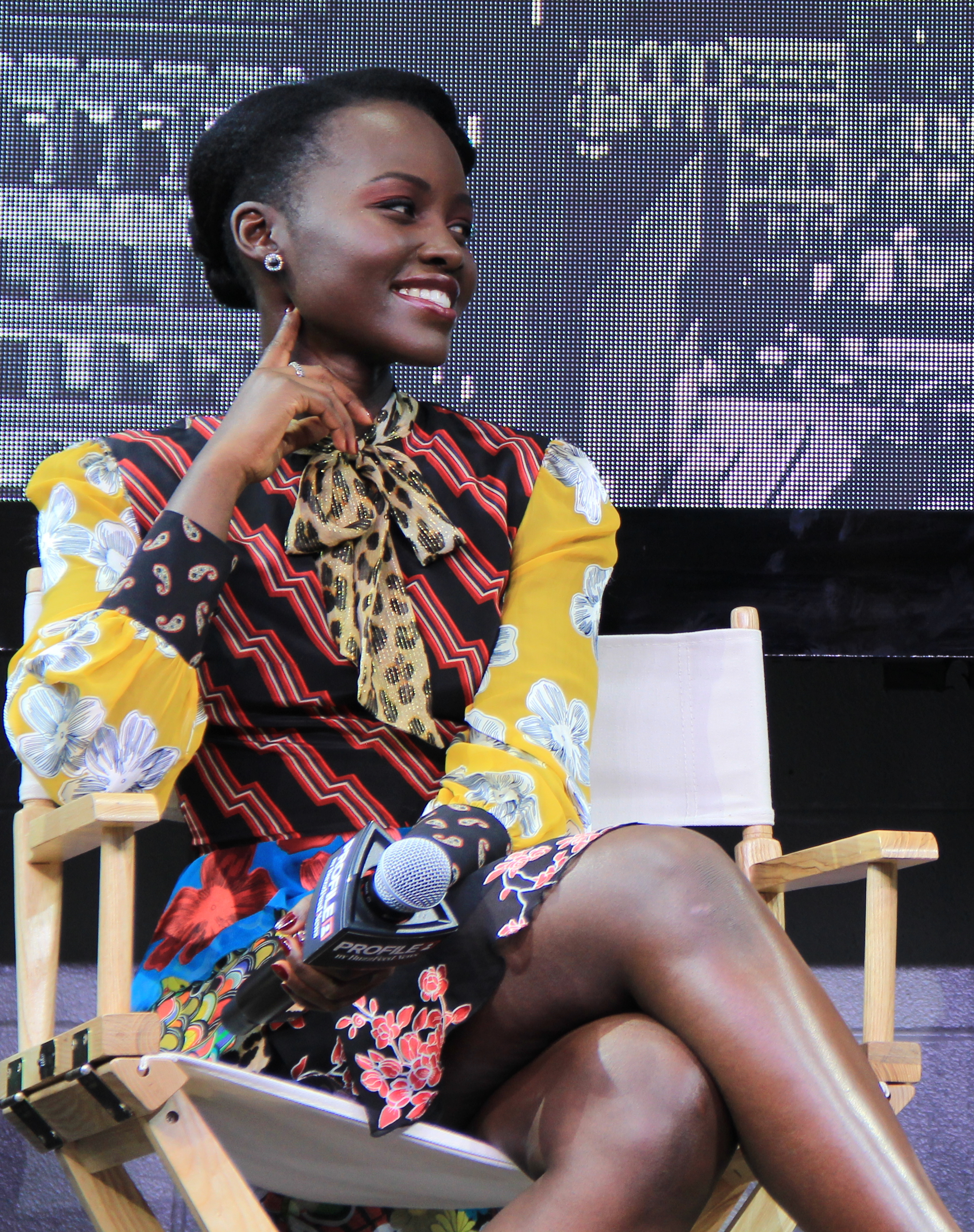
Lupita Nyong'o em 2019.

Nyong'o reside no Brooklyn, Nova York. Ela é uma oradora fluente em suaíli, espanhol, luo e inglês. Em 27 de fevereiro de 2014, no almoço Essence Black Women In Hollywood, em Beverly Hills, ela fez um discurso sobre a beleza das mulheres negras e falou sobre as inseguranças que ela tinha na adolescência. Ela disse que suas opiniões mudaram quando viu a supermodelo do sul do Sudão Alek Wek se tornar um sucesso.
Em 2014, o National Trust for Historic Preservation recrutou Nyong'o em um esforço para se opor ao desenvolvimento, incluindo um novo estádio de beisebol da liga menor, na área de Shockoe Bottom em Richmond, Virgínia. O bairro histórico, um dos mais antigos de Richmond, era o local de maior comércio de escravos antes da Guerra Civil Americana. Em 19 de outubro de 2014, Nyong'o enviou uma carta ao prefeito de Richmond Dwight C. Jones, que ela postou em sites de mídia social, pedindo-lhe para retirar o apoio à proposta de desenvolvimento.
Em junho de 2015, Nyong'o retornou ao Quênia e anunciou que defenderá globalmente os elefantes na organização internacional de conservação WildAid, além de promover questões sobre mulheres, atuação e artes no Quênia. A WildAid anunciou Nyong'o como sua Embaixadora Global de Elefantes.
Nyong'o está envolvido na organização Mother Health International, que se dedica a fornecer ajuda a mulheres e crianças em Uganda, criando centros de parto engajados localmente. Ela disse que nunca pensou muito em práticas de parto até que sua irmã a apresentou à diretora executiva do MHI, Rachel Zaslow. Nyong'o sentiu que chamar atenção para questões tão importantes, mas negligenciadas, é um mandato para ela como artista. Ela foi homenageada por seu trabalho em 2016 pela Variety.

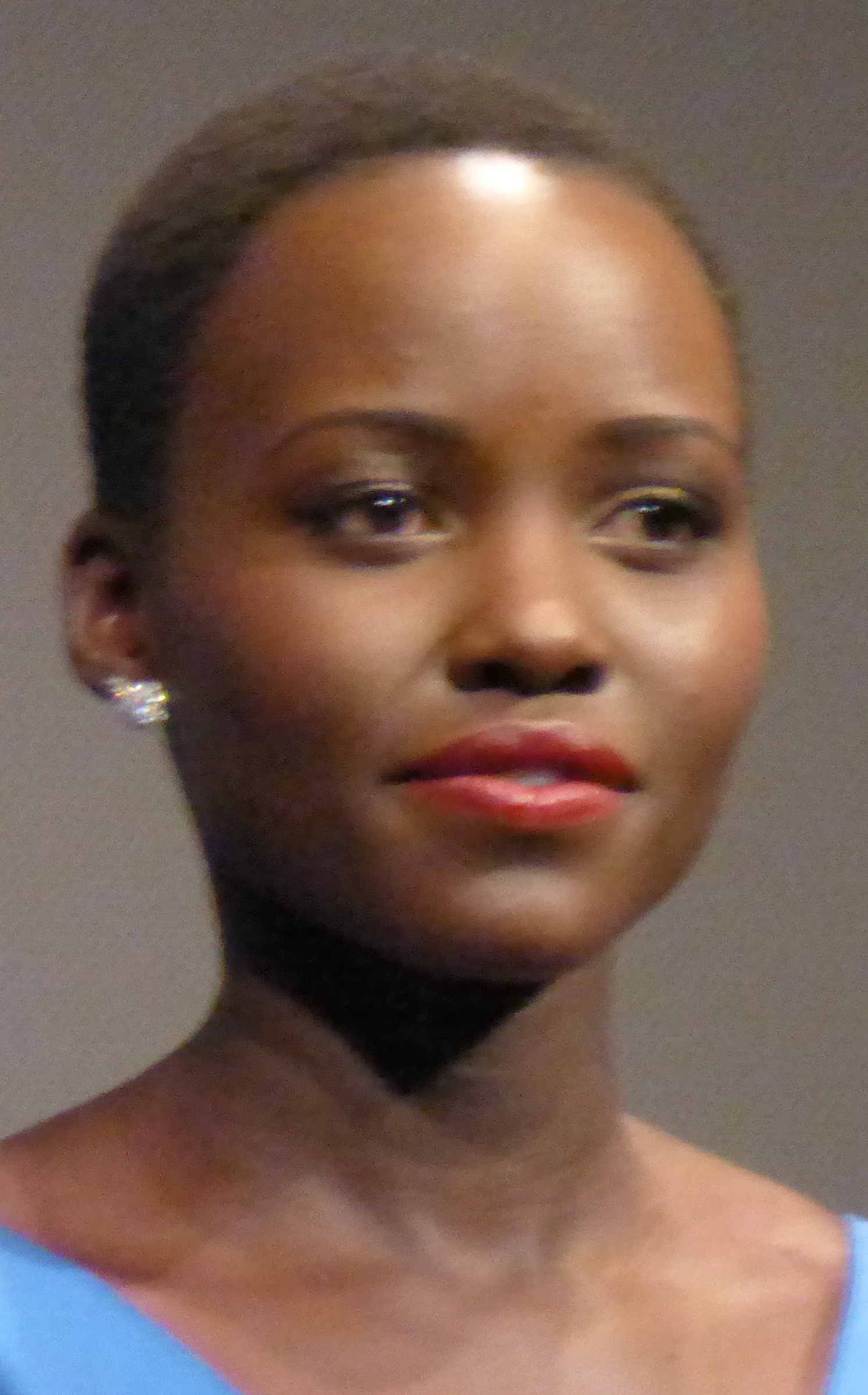
Nyong'o no Festival de Nova York, 2013.

Em abril de 2016, Nyong'o lançou um anti-caça furtiva "corações e mentes" da campanha com a sua organização WildAid antes do Kenya Wildlife Service de tomada de história da queima de marfim que ocorreu 30 de Abril. O governo do Quênia queimou 105 toneladas de marfim e 1,35 toneladas de chifre de rinoceronte em uma demonstração de sua abordagem de tolerância zero a caçadores e contrabandistas que ameaçavam a sobrevivência de elefantes e rinocerontes na natureza.
Em outubro de 2017, Nyong'o escreveu um artigo para o The New York Times, no qual ela revelou que o produtor de Hollywood, Harvey Weinstein a assediava sexualmente duas vezes em 2011, enquanto era estudante em Yale. Ela prometeu que nunca iria trabalhar com Weinstein, daí seu declínio em Southpaw (2015). Nyong'o também escreveu sobre seu compromisso de trabalhar com diretoras ou diretoras feministas, que não abusaram de seu poder. Este artigo fazia parte de uma coleção de histórias feitas pelo The New York Times e pelo The New Yorker, que ganharam o Prêmio Pulitzer de 2018 para o Serviço Público.
Nyong'o fez sua estreia na escrita com um livro intitulado Sulwe (2019), publicado pela Simon & Schuster Books for Young Readers. Sulwe (Luo para "estrela") é a história de uma menina queniana de cinco anos, que tem a pele mais escura de sua família, pela qual Nyong'o se baseou em suas próprias experiências de infância. O livro tornou-se um best-seller do New York Times. Sulwe foi selecionado para o prêmio Honor Illustrator 2020 no Coretta Scott King Awards e ganhou o prêmio de Melhor Trabalho Literário - Crianças no NAACP Image Awards 2020.
Em setembro de 2019, Nyong'o tornou-se embaixadora da campanha "Watch Hunger Stop" de Michael Kors. Em outubro, Nyong'o e sua mãe foram homenageadas no Baile de Máscaras da Escola de Artes do Harlem com um "Prêmio da linhagem visionária". Então, ela foi homenageada na WildAid por receber o prêmio "Campeão do Ano" em novembro.
Em agosto de 2024, Lupita anunciou pela imprensa que havia se tornado cidadã americana recentemente e planejava votar em Kamala Harris em sua primeira eleição presidencial nos Estados Unidos.

## Na mídia
Nyong'o foi mencionada na música do rapper cristão Lecrae "Nuthin'" em seu álbum de 2014, Anomaly, e foi referenciado por Jay-Z em seu verso da música de Jay Electronica "We Made It". Ela também foi mencionada na música paródia "American Apparel Ad Girls" pelas drag queens Willam Belli, Courtney Act e Alaska Thunderfuck.  Nyong'o foi mencionado na música africana "Nerea" de 2015 pela banda afro-pop queniana Sauti Sol. A rapper Nicki Minaj mencionou Lupita em seu verso no remix de A $ AP Ferg de ""e foi referenciado pelo rapper Wale em sua música "Black is Gold". A cantora Beyoncé mencionou Nyong'o no single "Brown Skin Girl" de The Lion King Soundtrack (2019).

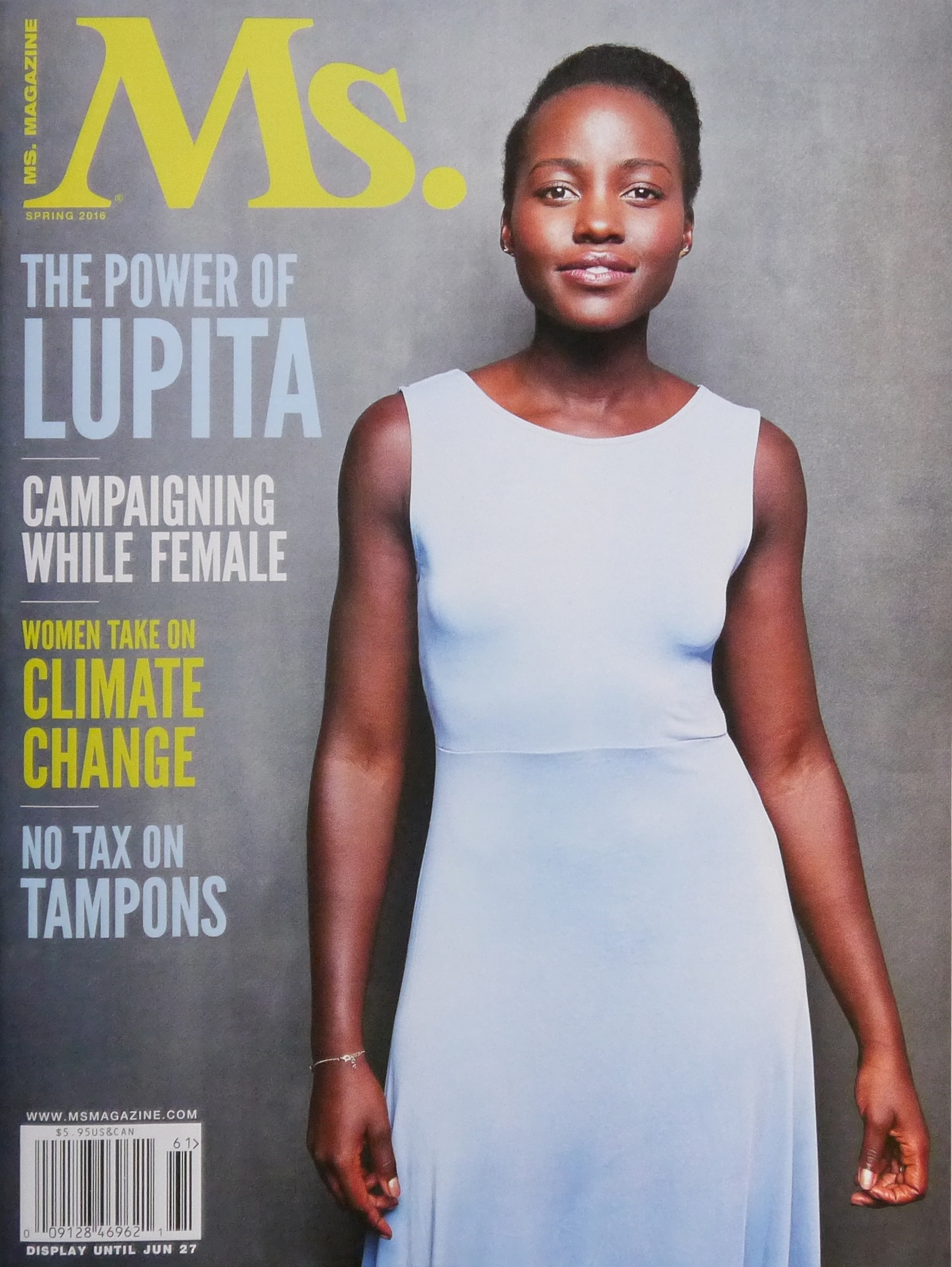
Nyong'o na capa da Sra.

Nyong'o foi incluída na lista dos mais vestidos de Derek Blasberg em 2013 no Harper's Bazaar.  Em 2014, ela foi escolhida como um dos rostos da campanha de primavera de Miu Miu, com Elizabeth Olsen, Elle Fanning e Bella Heathcote. Ela também apareceu nas capas de várias revistas, incluindo a edição de moda de primavera de Nova York  e a revista britânica Dazed & Confused.  Em abril daquele ano, ela foi nomeada "A Mulher Mais Bonita" pela People, e foi nomeada o novo rosto de Lancôme, fazendo dela a primeira mulher negra a aparecer na marca. Mais tarde, em novembro, ela foi nomeada "Mulher do Ano" pela Glamour.
Nyong'o esteve na capa da Vogue em julho de 2014, fazendo dela a segunda mulher africana e a nona mulher negra a cobrir a revista. Nesse mesmo mês, ela também apareceu na capa da edição de julho de Elle (França). Ela apareceu na edição de outubro de 2015 da American Vogue, tornando-a sua segunda capa consecutiva.  Nesse mês, o congressista Charles Rangel e Voza Rivers, chefe do New Heritage Theatre Group, anunciaram que o dia é oficialmente "Dia da Lupita Nyong'o" no Harlem, Nova York. A honra foi anunciada como uma surpresa durante uma discussão aberta entre Nyong'o e a ativista de imagem Michaela Angela Davis no Mist Harlem.
Nyong'o foi homenageada com um retrato de caricatura em maio de 2016 no restaurante Sardi em Nova York por sua estreia na Broadway. Em julho, ela foi escolhida como uma das primeiras celebridades, ao lado de Elle Fanning, Christy Turlington Burns e Natalie Westling para estrelar a campanha da Tiffany & Co. no outono de 2016, com o estilo de Grace Coddington. Nyong'o apareceu na capa da Vogue de outubro de 2016, tornando-a sua terceira edição. Nesse mês, ela foi homenageada no 2016 Elle Women in Hollywood Awards.

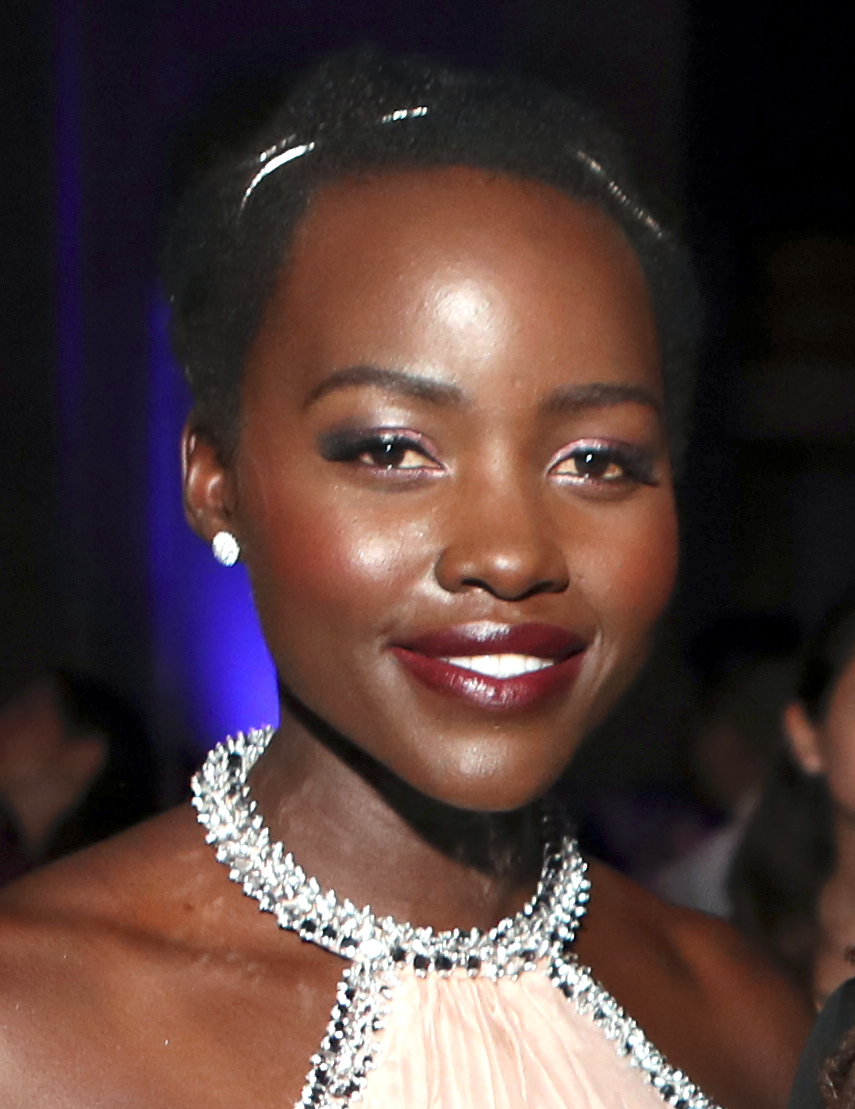
Lupita Nyong'o em maio de 2017.

Em janeiro de 2017, ela apareceu na capa da Vanity Fair. Mais tarde, ela apareceu na capa da revista Sunday Times do Reino Unido para a edição de 17 de outubro. Em novembro de 2017, ela apareceu na capa da revista Grazia UK. Mais tarde, ela expressou seu desapontamento com a capa da mídia social por alterar seu cabelo para se adequar aos padrões europeus de como deveria ser o cabelo. O fotógrafo An Le se desculpou mais tarde em um comunicado, dizendo que foi "um erro incrivelmente monumental". Nyong'o costuma falar sobre abraçar seu "cabelo crespo africano" e colabora com o cabeleireiro Vernon François para mostrar como a textura do cabelo é versátil.
Em dezembro de 2017, Nyong'o conseguiu sua quarta capa da Vogue consecutiva para a edição de janeiro de 18, fazendo dela a primeira atriz negra a fazê-lo. Ela também foi incluída no Alice's Adventures in Wonderland, de Tim Walker, de 2018, com o tema Pirelli Calendar como personagem The Dormouse.
Em junho de 2018, a Câmara de Comércio de Hollywood anunciou que Nyong'o estará entre os homenageados por receber uma estrela na Calçada da Fama de Hollywood na categoria cinematográfica. No mês seguinte, Nyong'o estrelou com a atriz Saoirse Ronan uma campanha da Calvin Klein para sua nova fragrância intitulada "Calvin Klein Women". A campanha apresenta retratos impressionantes e minimalistas das atrizes premiadas ao lado de mulheres pelas quais foram pessoalmente inspiradas, onde Nyong'o nomeou Eartha Kitt e Katharine Hepburn como suas inspirações. Em outubro de 2018, Nyong'o se tornou duas vezes homenageada, ao lado de seus colegas de Pantera Negra, Danai Gurira e Angela Bassett para a edição "Women in Hollywood" da revista Elle. Nyong'o apareceu na capa da edição de 18 de novembro da Vogue España. Nyong'o é uma homenageada na Calçada da Fama de Hollywood em 2019.
Lupita apareceu na capa da edição de 19 de outubro da Vanity Fair. Em novembro, ela estreou na música com seu single de estreia “Sulwe's Song”, que ela escreveu para seu livro “Sulwe”. Ela também foi destaque na canção 'Melanina' sob a alcunha da cantora Ciara, 'Troublemaker', juntamente com La La Anthony, City Girls e Ester Dean.
Em 2020, Nyong'o foi destaque entre as 10 melhores atrizes no prêmio da Crítica de 2020. Isso foi depois de uma excelente performance em Nós, que ela apresentou como atriz principal.

## Filmografia
| Ano  | Título                           | Papel               | Nota                             |
| ---- | -------------------------------- | ------------------- | -------------------------------- |
| 2008 | East River                       |                     | Curta-metragem                   |
| 2012 | Shuga                            | Ayira               | Protagonista (1ª e 2ª temporada) |
| 2013 | 12 Years a Slave                 | Patsey              |                                  |
| 2014 | Non-Stop                         | Gwen                |                                  |
| 2015 | Star Wars: The Force Awakens     | Maz Kanata          |                                  |
| 2016 | The Jungle Book                  | Raksha              | Dublagem                         |
| 2016 | Queen of Katwe                   | Harriet Mutesi      |                                  |
| 2017 | Star Wars: The Last Jedi         | Maz Kanata          |                                  |
| 2018 | Black Panther                    | Nakia               |                                  |
| 2019 | Little Monsters                  | Senhorita Caroline  |                                  |
| 2019 | Us                               | Adelaide Wilson/Red |                                  |
| 2019 | Star Wars: The Rise of Skywalker | Maz Kanata          |                                  |
| 2020 | Black Is King                    | Ela mesma           |                                  |
| 2022 | The 355                          | Khadijah            |                                  |
| 2022 | Black Panther: Wakanda Forever   | Nakia               |                                  |
| 2024 | A Quiet Place: Day One           | Sam                 | [ 129 ]                          |
| 2024 | The Wild Robot                   | Roz                 | (voz)                            |

## Prêmios e indicações

#### Óscar
| Ano  | Categoria                | Indicação        | Notas  |
| ---- | ------------------------ | ---------------- | ------ |
| 2014 | Melhor Atriz Coadjuvante | 12 Years a Slave | Venceu |

#### Globo de Ouro
| Ano  | Categoria                          | Indicação        | Notas    |
| ---- | ---------------------------------- | ---------------- | -------- |
| 2014 | Melhor Atriz Coadjuvante em Cinema | 12 Years a Slave | Indicado |

#### Tony Awards
| Ano  | Categoria                      | Indicação | Notas    |
| ---- | ------------------------------ | --------- | -------- |
| 2016 | Melhor Atriz Principal em Peça | Eclipsed  | Indicado |

#### Emmy Awards
| Ano  | Categoria       | Indicação | Notas    |
| ---- | --------------- | --------- | -------- |
| 2020 | Melhor Narração | Serengeti | Indicado |
| 2022 | Melhor Narração | Serengeti | Indicado |

#### Daytime Emmy Awards
| Ano  | Categoria                                           | Indicação                                                       | Notas  |
| ---- | --------------------------------------------------- | --------------------------------------------------------------- | ------ |
| 2021 | Melhor Performance em um Programa Infantil Limitado | Bookmarks: Celebrating Black Voices: Lupita Nyong'o Reads Sulwe | Venceu |

#### Critics' Choice Awards
| Ano  | Categoria                | Indicação        | Notas    |
| ---- | ------------------------ | ---------------- | -------- |
| 2014 | Melhor Atriz Coadjuvante | 12 Years a Slave | Venceu   |
| 2014 | Melhor Elenco            | 12 Years a Slave | Indicado |
| 2019 | Melhor Elenco            | Black Panther    | Indicado |
| 2020 | Melhor Atriz             | Us               | Indicado |

#### SAG Awards
| Ano  | Categoria                | Indicação        | Notas    |
| ---- | ------------------------ | ---------------- | -------- |
| 2014 | Melhor Atriz Coadjuvante | 12 Years a Slave | Venceu   |
| 2014 | Melhor Elenco em Cinema  | 12 Years a Slave | Indicado |
| 2019 | Melhor Elenco em Cinema  | Black Panther    | Venceu   |
| 2020 | Melhor Atriz Principal   | Us               | Indicado |

Em abril de 2014, foi eleita como a mulher mais bonita do mundo pela revista People, numa lista de 50 mulheres. Em dezembro de 2014, Lupita Nyong'o foi nomeada pela revista togolesa Africa Top Success para "Africana do Ano". A atriz disputou a distinção com cinco adversárias, nomeadamente Isabel dos Santos, Angélique Kidjo, Daphne Mashile-Nkosi, Fatou Bensouda e Koki Mutungi.
Nyong'o foi mencionada na canção "Nuthin'" do rapper Lecrae, em seu álbum de 2014 Anomaly, assim como a música paródia "Girls" dos cantores Willam Belli, Courtney Act e Alaska Thunderfuck. A cantora Beyoncé a mencionou no single "Brown Skin Girl" de O Rei Leão: O Presente (2019).